# 1321
1321 (MCCCXXI) var ett normalår som började en torsdag i den julianska kalendern.

## Händelser

### Okänt datum
- Novgoroderna angriper Kexholm genom att anfalla Viborgs slott.

## Födda
- 5 juli – Joanna av England, drottning av Skottland 1329–1362 (gift med David II)
- Nikolaus av Holstein, greve av Holstein-Rendsburg.
- Tran Nghe Tong, kejsare av Vietnam.

## Avlidna
- 31 maj – Birger Magnusson, kung av Sverige 1290–1318 (begravd i den kungliga gravkyrkan i danska Ringsted).
- 13 eller 14 september – Dante Alighieri, italiensk författare.
- Maria de Molina, kastiliansk regent.